# Fernão Álvares do Oriente
Fernão Álvares do Oriente (Goa, 1540 – 1595) è stato un poeta portoghese.

## Biografia
Poche sono le informazioni sulla vita di Fernão Álvares do Oriente, tranne la sua nascita nel 1540 a Goa, sulla costa occidentale dell'India, in quegli anni già facente parte dell'Impero portoghese, e di altre vicende che testimoniano un'esistenza piuttosto avventurosa.
Combatté in India nel ruolo di comandante di una nave da guerra; partecipò alla battaglia di Alcacer Quibir (1578); nel 1587 si distinse nella difesa della fortezza di Colombo a Ceylon; nel 1591, mentre si trovava ad Ormuz sul Golfo Persico, venne richiamato in patria da Filippo II di Spagna, non molto contento delle sue gesta.
Dal 1576 soggiornò in Portogallo, dove strinse amicizia con Luís de Camões.
Per quanto riguarda la letteratura, Álvares do Oriente scrisse una sola opera, il primo romanzo portoghese moderno, per i contenuti e per le tecniche narrative, Lusitania trasformata (Lusitânia Transformada, 1617), genere pastorale in tre libri, in prosa e in versi, pubblicato postumo nel 1617.
Fu un'opera influenzata dall'Arcadia di Jacopo Sannazaro, comprendente ricordi del Petrarca, del Camões e della Diana di Jorge de Montemayor.
La trama si sviluppa in Portogallo, in Estremadura e in India; le vicende descritte sono per la maggior parte ispirate dal Sannazaro, tranne alcune avventure amorose autobiografiche. Il romanzo risultò intriso del tema principale riguardante il mare e la vita marinara, che è anche tipico della letteratura portoghese. I versi, per la loro bellezza formale, sono paragonabili a quelli del Camões, caratterizzati da una prosa chiara e musicale.
Fu un'opera scritta in un periodo storico molto particolare per il Portogallo, di decadenza e che ci aiuta a comprendere il processo storico e spirituale che condusse alla perdita dell'indipendenza nazionale, nel 1580.
Álvares do Oriente ha dedicato la sua opera al marchese di Vila Real, di cui è stato protetto.